# Crash Bash
Pour les articles homonymes, voir Bash.
 (avril 2020).
Crash Bash est un jeu vidéo de type party game développé par Eurocom et édité par Sony Computer Entertainment en 2000 sur PlayStation.

## Trame

### Scénario
Aku Aku et Uka Uka s'opposent pour décider de qui est le plus fort. Pour cela, ils organisent un tournoi confrontant le bien et le mal. Aku Aku réunit Crash et Coco Bandicoot tandis qu'Uka Uka réunit Cortex et ses acolytes. Seulement, Aku Aku accuse son frère jumeau de posséder trop de joueurs. 
Qu'à cela ne tienne ! Aku Aku prend 2 des joueurs de Uka Uka pour égaliser le jeu. Que les jeux commencent !

### Personnages
Les personnages jouable dans ce jeu sont :
Équipe Aku Aku :
- Crash Bandicoot
- Coco Bandicoot
- Dingodile
- Tiny Tiger

Équipe Uka Uka :
- Docteur Neo Cortex
- Docteur Nitrus Brio
- Koala Kong
- Rilla Roo

Autre :
- Faux Crash (uniquement dans la version japonaise)

## Système de jeu
Le jeu est similaire à la série des Mario Party : il consiste en une succession de mini-jeux à quatre joueurs. Au sein d'un mode Aventure, le joueur collecte des trophées, des cristaux, des gemmes, et des reliques suivant sa réussite aux mini-jeux, et débloque d'autres groupes de mini-jeux.

### Mini-jeux
Les mini-jeux appartiennent tous à un des types suivants :

#### Ballistix
Le joueur tente de renvoyer des balles vers les cages de ses opposants. Il peut utiliser le coup pour faire accélérer les balles, ou encore les attirer vers son vaisseau afin de les relâcher très rapidement (Beach Ball).
Chaque joueur est crédité d'un certain nombre de points. S'il reçoit une balle dans son camp, il perd un point. Lorsque le joueur perd tous ses points, il est éliminé.
Le gagnant est le dernier qui n'aura pas épuisé son capital point.

#### Polar Push
Les joueurs tentent de faire tomber les autres d'une plate-forme glissante à dos d'ours polaires. Pour cela, ils doivent charger pour les repousser. Il est cependant impossible de charger avec le compteur vide.
Dans ce type arène, il existe un rayon qui s'active toutes les 15 à 25 secondes. Ce rayon permet aux joueurs de collecter des bonus ou des pièges :
- Grande taille : permet de repousser plus facilement les autres,
- Petite taille : attention car le joueur risque de se faire repousser plus facilement avec,
- Poids : le joueur doit le passer à un autre car conduit à l'élimination,
- Eclair : permet d'arrêter les autres par électrocution et la possibilité de les faire tomber.

Le gagnant est le dernier joueur ou la dernière équipe encore en jeu (en équipe, si un seul des deux membres de l'équipe adverse est éliminé, l'équipe peut gagner à condition qu'il reste ses deux membres). Lorsque plusieurs personnes (mode face-à-face) ou les deux équipes entières (ou un seul des deux membres de chaque équipe) restent en course à la fin du temps imparti, il y a égalité.

#### Pogo Pandemonium
Les joueurs essayent de marquer des cases de leur couleur et de récolter le maximum de points. Pour cela, ils doivent se déplacer sur les cases du tableau pour marquer sa couleur. (Jaune pour le joueur 1, Rouge pour le joueur 2, Bleu pour le joueur 3 et Vert pour le joueur 4.) Dans la plupart des arènes, il existe des caisses de couleur violette marquées d'un point d'exclamation qui leur permet de transformer leurs cases en point (seule exception, dans Pogo-A-Gogo, il doit encercler les cases pour capturer le centre pour marquer des points, ou encercler son côté de sa couleur).
Pour empêcher les autres de marquer des points, des missiles sont mis en place, tout comme les éclairs. Pour marquer des points plus rapidement, il existe des chaussures de vitesse.
Le gagnant est le joueur qui aura marqué le plus de points lorsque le temps est écoulé.

#### Crate Crush
Les joueurs s'attaquent les uns les autres en se lançant des caisses ou en se donnant des coups.
Il existe des caisses normales, des caisses TNT beaucoup plus puissantes, et des caisses Nitro qu'il ne faut surtout pas toucher!
Il y a en permanence des fruits Wumpa qui permettent d'augmenter sa santé. Dans certaines arènes, des bonus peuvent apparaître (chaussures de vitesse, lenteur, poids...).
Le gagnant est le dernier joueur encore en jeu ou celui qui a le plus de santé lorsque le temps est écoulé.

#### Tank Wars
Les joueurs s'attaquent depuis des tanks.
Pour se déplacer et viser celui que l'on souhaite, ils doivent pivoter leur tank sur les touches L1 pour la gauche, et R1 pour la droite.
Chaque joueur dispose de 3 mines. Les mines en tant que bonus peuvent également arriver dans l'arène, mais aussi en tant que piège préparé, tout comme les fruits Wumpa (hormis dans Swamp Fox).
Le gagnant est le dernier joueur encore en jeu ou celui qui a le plus de santé lorsque le temps est écoulé.

#### Crash Dash
Les joueurs font la course sur un circuit. Pour se déplacer, ils doivent cette fois-ci appuyer sur la touche R1. Pour bénéficier d'un effet de vitesse, des fruits Wumpa apparaissent.
Il existe des bonus comme les missiles pour arrêter les autres.
Le gagnant est le premier à franchir la ligne d'arrivée ou en tête lorsque le temps est écoulé.

#### Medieval Mayhem
Les joueurs (jaune pour le joueur 1, rouge pour le joueur 2, bleu pour le joueur 3 et vert pour le joueur 4) s'affrontent dans des arènes médiévales. Il peut s'agir d'éclater les ballons de leur couleur (Ring Ding), de toucher la cible avec une pierre précieuse (Dragon Drop), de taper sur les champignons avec un maillet (Mallet Mash), ou de faire exploser les tonneaux à l'aide du feu (Keg Kaboom).
Comme à chaque mini-jeu, il existe des bonus de rapidité (chaussures de vitesse), ou pour arrêter les autres et les empêcher de marquer (ondes de choc).
Le gagnant est le joueur qui aura marqué le plus de points lorsque le temps est écoulé.

### Mode aventure
Le mode Aventure est nécessaire pour le joueur s'il veut débloquer d'autres groupes de mini-jeux. Pour cela, il doit collecter des prix en affrontant des défis dont le détail figure ci-dessous. Le pourcentage maximal est de 200 %, il est élevé à 201 % en mode deux joueurs. Les défis sont indispensables pour débloquer d'autres niveaux et affronter des boss. Ces défis sont au nombre de cinq :
Le défi Trophée se déroule comme dans le mode Combat, sauf que le nombre de tours à gagner est fixé à 3. Le joueur doit donc être le premier à gagner 3 tours pour remporter le trophée. Si un de ses adversaires a accompli cette mission avant lui, il doit recommencer jusqu'à ce qu'il gagne. Il s'agit du défi le plus facile.
Le défi Pierre précieuse se déroule avec une limite de temps et/ou de points. Pour gagner la pierre précieuse, le joueur doit battre ses adversaires dans le temps imparti plus réduit et/ou rattraper rapidement le retard de points que lui avait imposé le défi. Ce défi n'est disponible qu'après avoir remporté le trophée, avec l'option du défi Cristal.
Le défi Cristal se déroule dans des conditions normales de jeu, mais avec l'ajout d'une difficulté supplémentaire. C'est pour cette raison que les décors de l'arène sont modifiés. Le joueur doit donc faire preuve de vigilance pour remporter le cristal. Ce défi n'est disponible qu'après avoir remporté le trophée, avec l'option du défi Pierre précieuse.
Le défi Relique d'or consiste pour le joueur à gagner deux tours d'affilée contre l'ordinateur en niveau expert. Les adversaires champion de l'arène sont définis selon le type de mini-jeu. Ce défi n'est disponible qu'après avoir d'abord débloqué la 4e pièce spatio-temporelle, mais après avoir remporté le trophée dans chaque niveau.
C'est le même principe pour les reliques de platine, sauf que le joueur doit gagner trois tours d'affilée contre les champions de l'arène. Le niveau de l'ordinateur augmente alors légèrement, passant au niveau le plus difficile, et permet de progresser de 2 points de pourcentage dans l'aventure. Ce défi n'est disponible qu'après avoir tout d'abord collecté tous les prix du niveau Mallet Mash, mais seulement après avoir remporté les reliques d'or dans chaque niveau.
En mode deux joueurs, pour pouvoir terminer le mode Aventure à 201 %, les deux joueurs doivent absolument choisir des personnages de camp opposé (un du Bien et un du Mal).
Lorsque les joueurs atteignent le niveau du Boss final Oxide Ride, ils doivent tous les deux sortir vainqueurs et indemnes. Ils pourront s'affronter dans un mini-jeu bonus pour savoir si le Bien ou le Mal l'emporte. Il s'agit alors d'un combat de caisses de type Crate Crush. Le combat se joue en trois tours gagnants. Celui qui remporte l'arène reçoit un trophée supplémentaire.

### Manuel d'utilisation
- Crash Bash : Manuel d'utilisation, Universal Interactive Studios, 2000